# Diemtigen
Diemtigen là một đô thị ở huyện Niedersimmental ở bang Bern ở Thụy Sĩ. Đô thị này có diện tích 130 km², dân số năm 2005 là 2091 người.